# Łapszowate

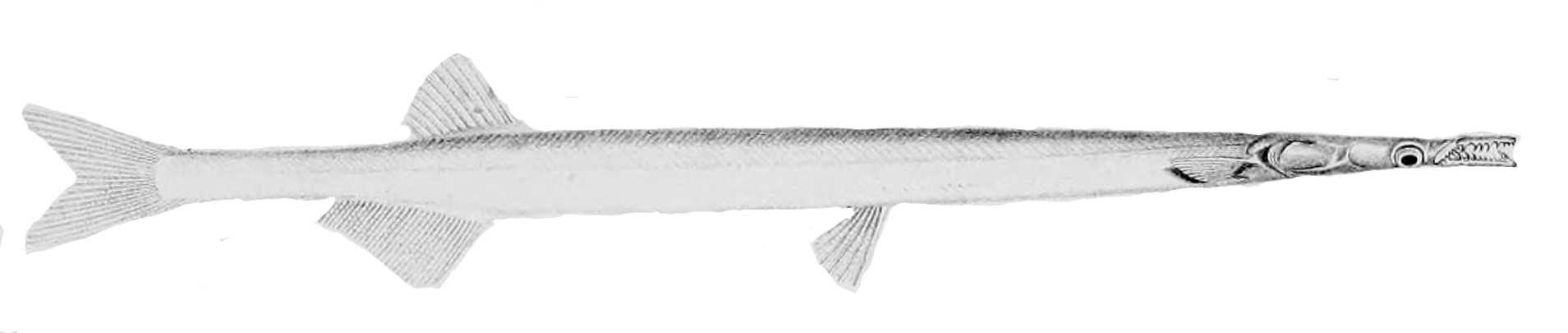
Salanx chinensis

Łapszowate, salangowate (Salangidae) – rodzina małych, słodkowodnych lub anadromicznych ryb stynkokształtnych (Osmeriformes), klasyfikowana też jako plemię Salangini w rodzinie stynkowatych. Mają niewielkie znaczenie gospodarcze.

## Występowanie
Wody słodkie, słonawe i słone południowo-wschodniej Azji – Sachalin, Japonia, Korea, Chiny i północny Wietnam.

## Cechy charakterystyczne
Ciało silnie wydłużone, przezroczyste, zwykle bez łusek lub pokryte łatwo odpadającymi łuskami. Głowa mocno spłaszczona grzbietobrzusznie. Płetwa grzbietowa i odbytowa przesunięte do nasady ogona. Podstawa płetwy grzbietowej przed linią podstawy płetwy odbytowej. U większości gatunków płetwa odbytowa wyraźnie większa od pozostałych. Płetwa tłuszczowa obecna. Rozwidlona płetwa ogonowa. Osiągają długość od kilku do kilkunastu centymetrów.
Tarło odbywają w płytkich wodach przybrzeżnych. Ikra drobna, kleista, przyczepiana do podłoża. Żywią się drobnymi skorupiakami. Prawdopodobnie są formami neotenicznymi.

## Klasyfikacja
Klasyfikacja biologiczna tej grupy ryb nie jest ustalona. Tradycyjnie łapszowate klasyfikowane są w randze rodziny. W Catalog of Fishes zaliczane są do niej rodzaje:
Hemisalanx — Leucosoma — Neosalangichthys  — Neosalanx — Protosalanx — Salangichthys — Salanx
Joseph S. Nelson włączył tę grupę ryb w randze plemienia Salangini do rodziny stynkowatych (Osmeridae).